# Смірнов Сергій Миколайович (медик)

Смірнов Сергій Миколайович

Сергій Миколайович Смірнов (нар. 25 березня 1960, Стаханов, Луганська область) — український медик, професор, доктор медичних наук, доктор біологічних наук, відомий науковець у галузі медичної біології.

## Освіта та кар'єра
- У 1983 році закінчив Луганський медичний інститут. Після закінчення інституту протягом 1983–1985 років працював лікарем.
- З 1985 року розпочав свою науково-педагогічну діяльність у Луганському державному медичному інституті, де працював старшим лаборантом кафедри медичної біології. З 1985 по 1988 рік був аспірантом тієї ж кафедри.
- У 1995 році здобув звання доцента кафедри медичної біології Луганського державного медичного університету, де працював до 2007 року.
- З 2007 року обіймає посаду професора кафедри медичної біології.
- З 2000 до 2003 року Сергій Миколайович був проректором з навчально-педагогічної роботи Луганського державного медичного університету.
- З 2003 по 2013 рік обіймав посаду декана медичного факультету цього університету.
- З 2013 року до 2021 працював проректором з науково-педагогічної роботи.
- З 2021 року очолює Державний заклад "Луганський державний медичний університет". Після того, як 24 лютого 2022 року РФ розпочала повномасштабну війну проти України, Луганський державний медичний університет під керівництвом Сергія Смірнова евакуювався у м. Рівне. Основну частину науково-технічної бази навчального закладу було розміщено на базі Рівненського обласного лікувально-діагностичного центру ім. В. Поліщука. Наразі проводиться робота щодо покращення матеріально-технічного забезпечення університету після другої вимушеної релокації та підвищення якості освіти.

## Наукові досягнення
У 1989 році Сергій Смірнов захистив кандидатську дисертацію на тему «Роль тканино-специфічних інгібіторів клітинного поділу та тиреоїдних гормонів у формуванні режиму клітинного поділу в епітелії слизової оболонки шлунку». У 1999 році здобув науковий ступінь доктора медичних наук, захистивши дисертацію на тему «Регуляція проліферації клітин у постнатальному онтогенезі». У 2006 році захистив дисертацію на здобуття наукового ступеня доктора біологічних наук на тему «Роль гормональних, нервових та гуморальних факторів у розвитку порушень проліферації епітеліальних клітин нестатевозрілих щурів».
Автор 160 наукових праць, включаючи 3 фундаментальні монографії. Є членом редакційних колегій наукових фахових журналів.